# Fältballongspindel
Fältballongspindel (Oedothorax retusus) är en spindelart som först beskrevs av Westring 1851.  Fältballongspindel ingår i släktet Oedothorax och familjen täckvävarspindlar. Arten är reproducerande i Sverige. Inga underarter finns listade i Catalogue of Life.